# KHJ (Hörfunksender)
Koordinaten: 34° 5′ 8″ N, 118° 15′ 27″ W
KHJ ist ein US-amerikanischer Hörfunksender aus Los Angeles, Kalifornien. KHJ sendet auf Mittelwelle 930 kHz mit 5 kW ein kommerzielles, katholisch-religiöses Programm mit dem Namen Relevant Radio. 

## Geschichte

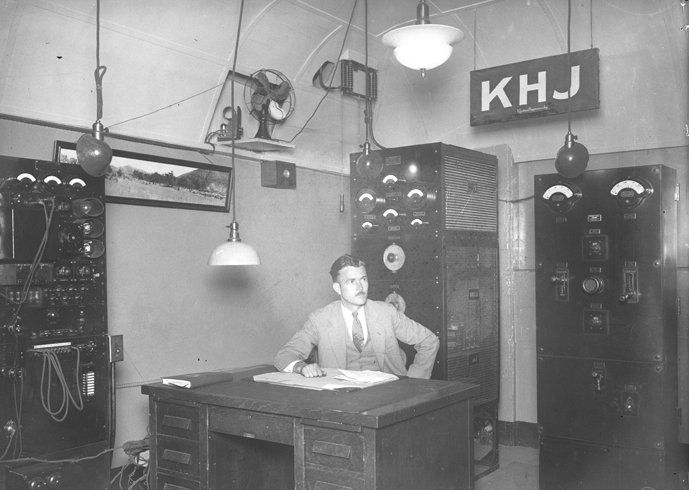
Ingenieur Ernest G. Underwood überwacht den KHJ Senderaum in Inglewood, Kalifornien, 1927 Quelle: Los Angeles Times, 12. Juni 1927

KHJ nahm 1920 den Betrieb auf, wurde offiziell 1922 lizenziert und ist damit eine der ältesten Stationen weltweit. Von 1965 bis 1980 sendete KHJ als Top 40 Station ein Pop-Programm. Dann wechselte die Station auf ein Countryformat und 1983 zurück zum Pop. 1986 übernahm der Sender das Oldie-Format von KRTH. 1988 wurde die Station an Liberman Broadcasting verkauft und auf Regional-Mexican-Music umgestellt. Dieses Programm wurde von 1990 bis November 2014 gesendet. Der Sender wird seit 2014 von Immaculate Heart Radio betrieben.
Mit dem Verkauf an IHR Educational Broadcasting am 15. Juli 2014 wurde auf ein katholisch-religiöses Programm umgestellt.
Das Senderkürzel KHJ steht angeblich seit 1949 für "Kindness, Happiness and Joy", auf Deutsch etwa "Freundlichkeit, Fröhlichkeit und Freude".

## Technik
KHJ nutzt für die Ausstrahlung drei Sendemasten des Senders KBLA, welche sich nahe der Kreuzung des Sunset Boulevard und Alvarado Street in Los Angeles befinden. Tagsüber wird nur einer der Masten verwendet, nachts alle drei. Die Sendeleistung liegt bei fünf Kilowatt.